# لي باتلر
لي باتلر (بالإنجليزية: Lee Simon Butler) (30 مايو 1966 بشفيلد في المملكة المتحدة - ) هو لاعب كرة قدم بريطاني في مركز حراسة المرمى. لعب مع أستون فيلا ودونفرملين أثلتيك وسكونثورب يونايتد ونادي بارنسلي ونادي دونكاستر روفرز وهال سيتي وويغان أتلتيك ونادي هاليفاكس تاون وAlfreton Town F.C. ‏ ولينكولن سيتي أف سي ونادي بوسطن يونايتد.

## وصلات خارجية
- لي باتلر على موقع قاعدة بيانات كرة القدم.إي يو (الإنجليزية)
- لي باتلر على موقع Soccerbase.com (لاعب) (الإنجليزية)